# Christmas Spirits
Christmas Spirits är ett julalbum av The Refreshments, släppt 14 november 2007.

## Låtlista
1. Santa's Gonna Rock
2. Merry X-Mas Everybody
3. Frosty the Snowman
4. Santa Bring My Baby Back to Me
5. Santa Looked a Lot Like Daddy
6. Hey there Darlin'
7. Good Boy
8. Let it Snow, Let it Snow, Let it Snow
9. She's in Love with Santa
10. My Christmas baby
11. Santa Claus Twist
12. Winder Wonderland
13. Boogie on Christmas Night
14. Forever Shining Star

## Listplaceringar
| Lista (2007) | Topplacering |
| ------------ | ------------ |
| Sverige      | 6            |